# Barentshavet
Barentshavet er et hav, der ligger umiddelbart nord for Norge og Kolahalvøen.
Havet er opkaldt efter den hollandske søfarer Willem Barents.
Havet afgrænses af Norskehavet mod vest, øen Svalbard (Norge) mod nordvest og øerne Franz Josef Land og Novaja Zemlja (Rusland) mod nordøst og øst. 